# Lum Zhaveli
Lum Zhaveli (* 5. März 1990 in Priština, SFR Jugoslawien) ist ein kosovarischer Schwimmer.
Zhaveli nahm an bei den Olympischen Spielen in Rio de Janeiro am Wettkampf über 50 m Freistil teil. Er schied jedoch im Vorlauf als Siebter aus und belegte in der Gesamtwertung den 57. Rang.